# Antena cúbica

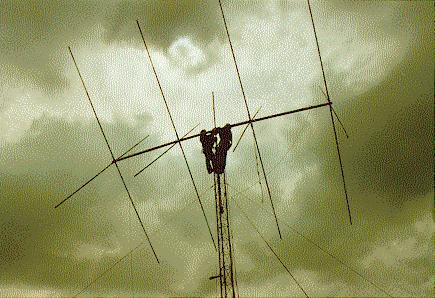
Antena cúbica de 4 elements.

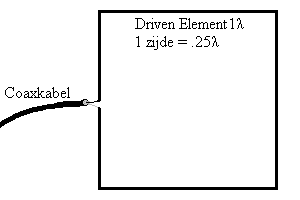
Antena cúbica simple.

L'antena cúbica és un tipus d'antena consistent en un o diversos elements excitats i diversos elements paràsits, com en l'antena yagi, però en aquest cas els elements són bucles o quadres d'ona completa. Aquests elements solen col·locar-se en forma de quadrat o de rombe, encara que també pot ser en forma de cercle o estrella de diverses puntes. És bastant usada per radioaficionats.